# Даровое (Московская область)
Даровое — деревня в городском округе Зарайск Московской области России, до 2017 года входила в состав сельского поселения Струпненское Зарайского района, до 29 ноября 2006 года — в состав Алферьевского сельского округа), Даровое связано автобусным сообщением с райцентром и соседними населёнными пунктами, в деревне находится музей-усадьба Ф.М. Достоевского "Даровое".
В усадебном доме размещена экспозиция, в которой реконструированы комнаты родителей Ф.М. Достоевского. Мультимедийная часть выставки рассказывает о том, какие образы усадьбы «Даровое» нашли отражение в творчестве писателя. Усадебный комплекс имеет статус объекта культурного наследия федерального значения.
Даровое расположено в 12 км на юго-запад от Зарайска, на малой реке Уйне бассейна реки Осётр, высота центра деревни над уровнем моря — 166 м.

## Население
| 2002 | 2006 | 2010 |
| ---- | ---- | ---- |
| 3    | ↘1   | ↗3   |

## История
Даровое впервые в исторических документах упоминается в Писцовых книгах 1578 года, до 27 апреля 1923 входила в состав Каширского уезда Тульской губернии. В 1831 году в деревне числилось 11 дворов и 76 жителей. В 1926 году был образован колхоз им. Достоевского, с 1950 года — в составе колхоза «К новой жизни», с 1984 года — в составе опытно-производственного хозяйства им. Мерецкова. С 1990 года Даровое является объектом Государственного музея-заповедника «Зарайский кремль». Экспозиция музея посвящена периоду пребывания Достоевских в усадьбе. 
25 сентября 1993 года на границе усадьбы, около исторической въездной аллеи установлен памятник Ф. М. Достоевскому (скульптор Ю. Ф. Иванов)
В настоящий момент Даровое – это комплекс относительно хорошо сохранившихся объектов, в числе которых въездная аллея, усадебный дом (флигель), курган с липами, липовый парк, Федина роща, фруктовый сад, Маменькин пруд, примыкающий к Даровому старинный Нечаевский погост.